# Лерон, Лябиб
Лябиб Лерон (тат. Ләбиб Лерон, урожд. Ленарис Леронович Гильфанов (тат. Ленарис Лерон улы Гыйльфанов), или Лемон Леронович Леронов (тат. Лемон Лерон улы Леронов); род. 11 ноября 1961, Тюрюш, Муслюмовский район, Татарская АССР, РСФСР, СССР) — советский и российский татарский писатель, поэт, журналист. Заслуженный деятель искусств Республики Татарстан (2002). Лауреат Государственной премии Республики Татарстан имени Габдуллы Тукая (2022). Лауреат Республиканской премии имени Мусы Джалиля (2007).

## Биография
Лемон Леронович Леронов родился 11 ноября 1961 года в деревне Тюрюш Муслюмовского района Татарской АССР. Место рождения по паспорту — село Старые Карамалы в том же районе. Родители — Шаргия и Лерон Гильфановы, прожили вместе недолго и затем развелись, после чего отец женился во второй раз — на сводной сестре поэта Х. Аюпа. Изначально назван необычным именем — Ленарис, однако затем отец, не советуясь с бывшей женой, поменял сыну имя, назвав Лемоном, что в дальнейшем объснял тем, что лимон — это особенный фрукт, и его вкус ни на какой другой не похож.
Рос без отца. В детстве жил в соседнем селе, на родине матери — в Улиманово Актанышского района. Там же с 1969 года учился в начальной школе, тогда как восьмилетнюю окончил в Верхнем Яхшеево, а среднюю — в селе имени Кирова. В школьные годы ходил на различные кружки — от рисования и музыки до литературы и ботаники, участвовал в областных олимпиадах по родному языку, занимался спортом, в частности, лыжным. Посмотрев фильм «Тимур и его команда», создал из деревенских мальчишек аналогичную команду, по ночам копавшую огороды, что сельчане поначалу считали делами «демона». В это время также стал записывать за своей бабушкой песни и анекдоты, собрав несколько тетрадей по фольклору, а также коллекционировал открытки и фотографии. Постепенно начал писать собственные стихи, рассказы и сказки, начал публиковаться в журнале «Ялкын», в газетах «Яшь ленинчы» и «Татарстан яшьләре».
В 1979 году поступил на историко-филологический факультет Казанского государственного университета имени В. И. Ульянова-Ленина, затем перевёлся на факультет журналистики, который окончил в 1984 году. В студенческие годы был секретарём комсомольской организации, но при этом имел славу хиппи, носил длинные волосы, яркую одежду, джинсы. Во время учёбы с 1983 года работал в редакции «Яшь ленинчы», где в 1988—1989 годах занимал пост заведующего отделом литературы и искусства, а помимо этого был редактором детской телепрограммы татарстанского телевидения. В 1986 году в возрасте 24 лет назначен на должность директора татарского отделения Литературного фонда СССР, которую занимал до 1988 года. В этом качестве занимался оказанием помощи писателям и их семьям, а также приводил в порядок и изучал архивы фонда.
В 1989—2011 годах был редактором журнала «Салават күпере», где также заведовал отделом литературы и искусства. В 2010 году стал директором Литературного фонда Республики Татарстан. Одновременно, в 2011—2012 годах был редактором журнала «Казан утлары», а в 2012—2013 годах — редактором газеты «Шәһри Казан». В 2013 году назначен на пост главного редактора журнала «Безнең мирас», который занимает по сей день. С 2016 года также является руководителем секции детской литературы при Союзе писателей Республики Татарстан.
Недавно меня осенило. Журнал, который я сейчас возглавляю, называется «Безнен мирас» — в переводе с татарского «Наше наследие». Это история — в исследованиях, фотографиях, литературных текстах, фольклоре. И это именно то, что привлекало меня в детстве. Ещё будучи мальчиком я завёл общую тетрадь, в которую аккуратно записывал тексты песен, которые пела моя бабушка, частушки или анекдоты, рассказанные моими родственниками и знакомыми… «Зачем мне это?!» – недоумевал я тогда. И только спустя десятки лет осознал: всё было не зря, не напрасно и не случайно. Это и есть мой путь.Лябиб Лерон, 2022 год.
В 2019 году как самовыдвиженец выставил свою кандидатуру в депутаты Государственного совета Республики Татарстан от Приикского одномандатного избирательного округа № 43, что в Актанышском районе. Собрав необходимые для регистрации 1,8 тысяч подписей, отмечал следующее: «Я иду работать для народа. Я сам из народа, беспартийный. Просто хочу помогать своим землякам. Я рос в Актанышском районе, вижу, какие там проблемы. В своей деревне вижу, что нет дома культуры. Как писатель и поэт мой долг помогать народу». Тем не менее занял второе место, проиграв члену «Единой России» А. Хабибуллину. Является участником татарского национального движения, член Национального совета «Милли шура» Всемирного конгресса татар.
В 2002 году получил почётное звание заслуженного деятеля искусств Республики Татарстан. Является лауреатом Республиканской премии имени Мусы Джалиля (2007), премий имени Гамиля Афзала (2016), Фатиха Хусни (2006), Абдуллы Алиша (2000), Шайхи Маннура (1994). В 2015, 2021, 2022 годах был кандидатом на соискание Государственной премии Республики Татарстан имени Габдуллы Тукая, которую получил в том же году за книги для детей.

## Очерк творчества
Псевдоним — Лябиб Лерон. Публиковался под именами Ленариса Леронова и Лябиба Леронова во время учёбы, а затем взял последнее в качестве основного псевдонима по предложению Т. Миннуллина. Также в студенческие годы был известен как Лябиб Азад. С подачи Р. Батуллы шуточно зовётся Лимоном Грейпфрутовичем Апельсиновым. Член Союза писателей СССР (Татарстана с 1990 года. Пишет на татарском языке. По словам Р. Зайдуллы, Лерон является самым плодотворным писателем, работающим буквально как комбайн.
Известен как поэт, писатель и драматург, активен в различных жанрах, как в детской литературе, так и во взрослой, является автором сборников стихов, анекдотов, комиксов, пьес, эссе, очерков, юмористических рассказов и пародий, сатиры и лирики. Перу Лерона принадлежат такие книги для детей, как — «Яңгырның ял көне» («Выходной у дождичка», 1988), «Транзистор үч ала» («Месть транзистора», 1989), «Тәгәрмәчле чана, яки Әкият боткасы» («Сани на колесах», 1993), «Шүрәле шаяруы» («Проделки Шурале»), «Таһир маҗаралары» («Приключения Тагира»), «Кояшны кочкан малай» («Я обнимаю солнце», 2004), «Борчак шыттырам» («Лапша на уши», 2006, в трёх томах), «Җил көймәсе» («Лодочка-путешественница», 2009), «Әкиятче малай» («Мальчик-сказочник», 2016); сборников сатирических стихотворений, шуток, эпиграмм и пародий на современных татарских писателей «Күрше тавыгы» («Соседская курица», 1990), «Чыктым аркылы күпер» («Шиворот на выворот», 2006), «Сөяксез тел» («Язык без костей», 2008), «Юморкалар» («Юморки», 2015); сборника пьес «Бәхеткә биш минут кала» («Пять минут до счастья…», 2012); сборники лирико-публицистических стихотворений «Сине генә сөям» («Люблю лишь тебя», 1997), «Мәхәббәтнең канат җиле» («На крыльях любви», 2021).
кружат незримые дымы

и я кружу

а ночь — недобрый соглядатай —

не видна

что значит ночь

я сам себя не разгляжу

и даже речь моя

сокрыта

от меня

сегодня понял я

коснувшись пустоты

меж иномирием и жизнью

нет черты

одна бездонная Вселенная

а я

живая точка в вечной книге

бытия
Лябиб Лерон активно занимается совершенствованием своего поэтического мышления и стиля письма с самых первых литературных опытов в 1980-х годах, совпавших с временем активного развития татарской литературы и её вхождения в повседневную жизнь. Считаясь молодым поэтом, по отзыву Г. Рахима, сразу же показал себя зрелым автором, отличающимся серьёзным подходом к творчеству и внёсшим свой вклад в обновление и омоложение татарской поэзии. Как указывал З. Мансуров, сравнивая поэзию с живописью, Лерон в своих лирических стихотворениях не зациклился на одном конкретном вопросе, и описывает окружающую его жизнь во всём многообразии, от душевных и сердечных переживаний до национальных вопросов, судьбы татарского народа. Стилистически поэзия Лерона характеризуется особой интонацией, направленной, в главную очередь, на служение интересам своего народа, понимание такой сущности и безоговорочное её принятием, даже в поисках ответов на самые трудные вопросы современности.
Лирика Лерона отличается нежностью, любовью, нередки «горящие» образы в виде свечи или огней, каковыми выражается любовь и чувства к своему народу и людям, в связи с чем поэзия Лябиба Лерона является жизнеутверждающей, восхваляющей такие общечеловеческие ценности, как свобода, родина, талант, дружба, добро, совесть. Детские стихи Лерона пронизаны добрым юмором и наполнены богатой фантазией, отличаются особым подходом автора к изучению понимания ребёнком окружающего его мира, пользуясь большой популярностью у юного читателя. Юмористические же произведения представляют собой панораму времени, носят назидательный, образовательный характер, без какого-либо пренебрежения или злости.
Произведения Лерона активно переводятся на другие языки, в частности, на русский, белорусский, турецкий, чувашский, киргизский. Ряд его стихотворений были помещены в сборник «Середина земли родной» (1987), изданный издательством «Современник» в Москве. Известен также сборник переводов стихов Лерона под названием «И ты люби меня» (пер. Г. Булатовой, 2018). Сам Лерон также занимается обширной переводческой работой, ему принадлежат переводы на татарский язык стихотворений М. Ю. Лермонтова, А. А. Ахматовой, Л. Н. Мартынова, А. А. Вознесенского, Н. М. Рубцова, Д. Н. Кугультинова, Ю. Н. Шесталова, К. Ш. Кулиева, А. О. Арипова, П. Неруды, П. Верлена, Г. Аполлинера, А. Рембо, ряда других авторов. Пьесы Лерона ставились в Альметьевском, Атнинском, Буинском, Мензелинском, Нижнекамском татарском драматическом театре. Ряд стихотворений Лерона были положены на музыку и стали песнями.

## Награды
Российские

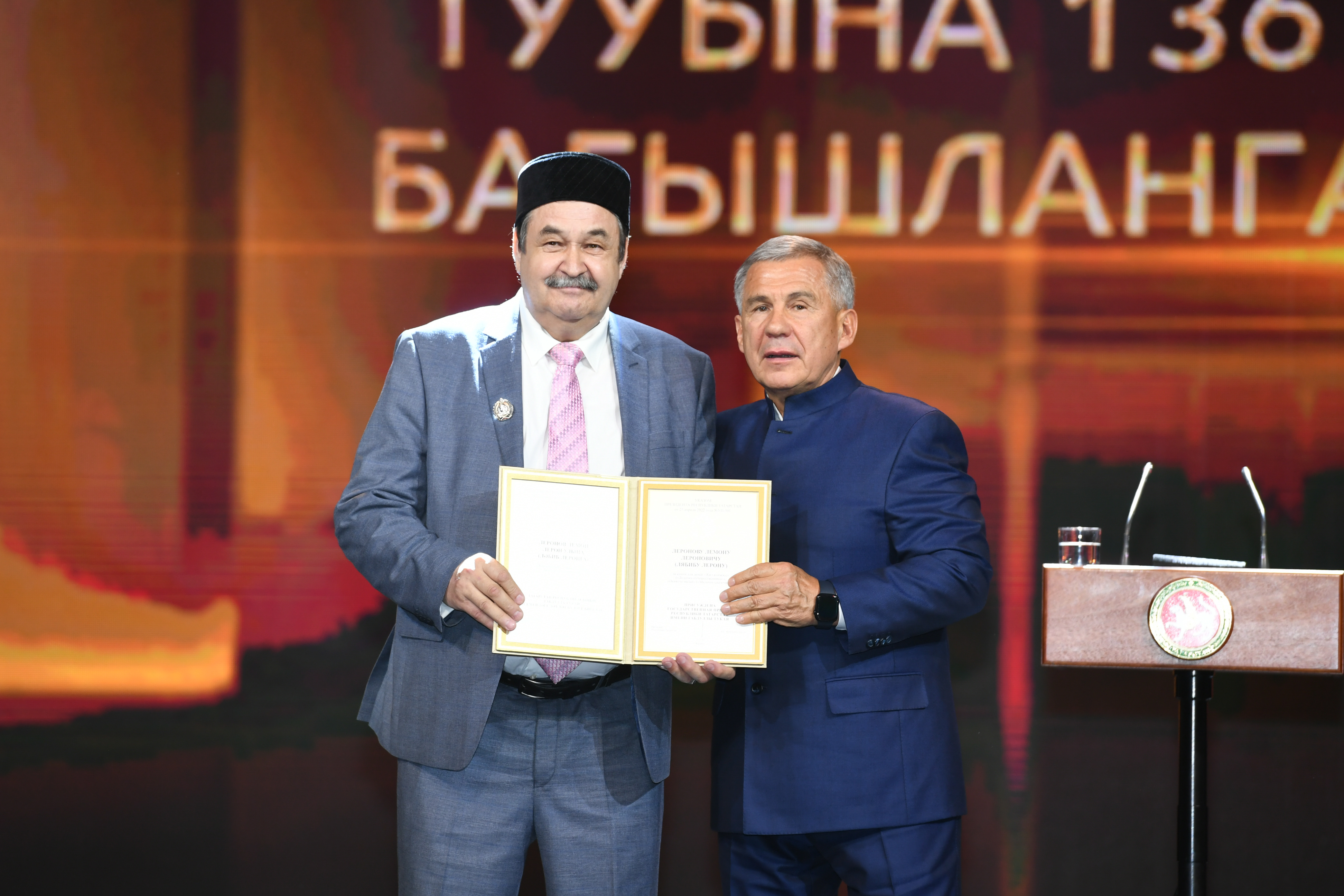
Вручение премии Тукая, 2022 год

- Медаль «В память 1000-летия Казани» (2010 год)[5].

Татарстанские
- Почётное звание «Заслуженный деятель искусств Республики Татарстан» (2002 год)[4][39].
- Медаль «За доблестный труд» (2017 год) — за большой вклад в развитие средств массовой информации и многолетнюю плодотворную работу[59].
- Медаль «100 лет образования Татарской Автономной Советской Социалистической Республики» (2021 год) — за существенный вклад в укрепление социально-экономического потенциала Республики Татарстан и многолетний плодотворный труд[60].
- Почетная грамота города Казани (2011 год)[5].

Премии
- Государственная премия Республики Татарстан имени Габдуллы Тукая (2022 год) — за книги для детей «Җил көймәсе» («Лодочка-путешественница»), «Әкиятче малай» («Мальчик-сказочник»)[61]. Вручена президентом Республики Татарстан Р. Н. Миннихановым на церемонии в Татарском академическом государственном театре оперы и балета имени Мусы Джалиля[62].
- Республиканская премия имени Мусы Джалиля (2007 год) — за книгу для детей «Кояшны кочкан малай» («Я обнимаю солнце») и активную общественную деятельность по воспитанию подрастающего поколения[63].
- Премия имени Гамиля Афзала (2016 год)[64][65].
- Премия имени Фатиха Хусни (2006 год)[1][66].
- Премия имени Абдуллы Алиша (2000 год)[39][67].
- Премия[тат.] имени Шайхи Маннура (1994 год)[39][68].

## Личная жизнь
Жена — Фидания, учительница татарского языка, познакомились во время учёбы в университете, поженились в 1981 году. Трое детей: сын Бахтияр и две дочери — Айсылу и Лейла. Из-за халатности врачей сын родился с инвалидностью, его советовали отдать в детский дом, однако Лябиб с Фиданиёй отказались, хоть и по сей день сталкиваются с предвзятым отношением со стороны общества, однако трудности лишь сплотили семью. Есть внуки. Активно ведёт свои страницы в социальных сетях, увлекается кулинарией.